# Emden (Mondkrater)
Emden ist ein Einschlagkrater auf der Mondrückseite.
Der Krater Emden liegt im nördlichen Teil des Gebiets zwischen den riesigen Kratern Birkhoff und D’Alembert, zwischen Sommerfeld im Osten und Tikhov im Westen. In nördlicher Richtung trifft man auf Roberts.
Emden ist von zahlreichen späteren Einschlägen gezeichnet. Der Krater ist sehr alt, seine Entstehungszeit wird der pränektarischen Periode zugerechnet.
Emden hat sechs Nebenkrater:
| Buchstabe | Position            | Durchmesser | Link |
| --------- | ------------------- | ----------- | ---- |
| D         | 63,87° N, 171,25° W | 45 km       |      |
| F         | 62,98° N, 171,11° W | 19 km       |      |
| M         | 60,8° N, 176,99° W  | 28 km       |      |
| U         | 64,1° N, 178,24° O  | 39 km       |      |
| V         | 65,3° N, 177,8° O   | 34 km       |      |
| W         | 65,83° N, 178,58° O | 22 km       |      |

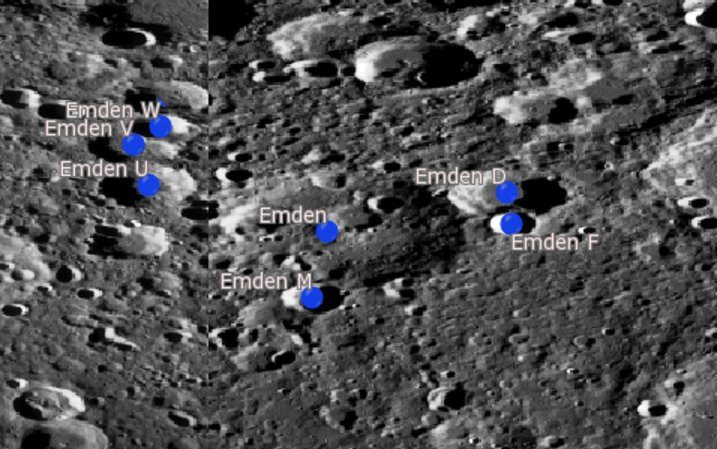
Emden mit seinen Nebenkratern

Der Krater wurde 1970 von der IAU offiziell nach dem Schweizer Astrophysiker Robert Emden benannt.